# U-Bahnhof Wilmersdorfer Straße

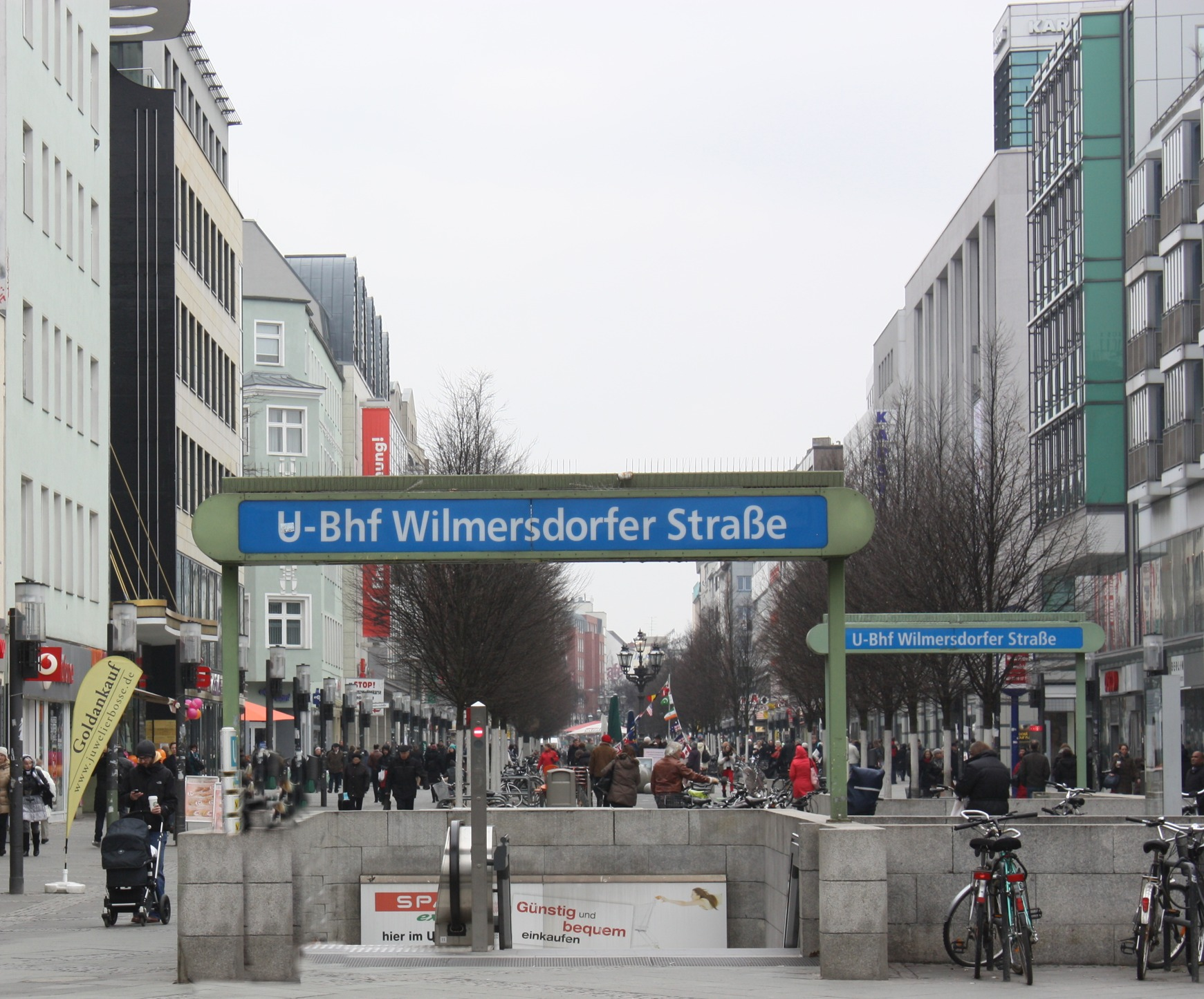
Bahnhofseingang in der Wilmersdorfer Straße

Der U-Bahnhof Wilmersdorfer Straße ist eine Station der U-Bahn-Linie U7 im Berliner Ortsteil Charlottenburg. Er wurde am 28. April 1978 im Zuge der Nord-West-Verlängerung dieser Linie in Richtung Spandau eröffnet.
Der Bahnhof liegt unter der gleichnamigen Wilmersdorfer Straße im Bereich der Kreuzung mit der Kantstraße. In der Nähe befindet sich der Bahnhof Charlottenburg. Der Bau des U-Bahnhofs begann am 2. Januar 1974, die Rohbauabnahme folgte am 20. September 1976. Eine mögliche U-Bahn-Strecke unter der Kantstraße wurde bereits baulich berücksichtigt. Auf einer Länge von 25 Metern wurden im Bereich des Bahnhofs die Außenwände verstärkt und Tragwerke integriert, sodass dieser Abschnitt als unterirdische Brücke unterfahren werden könnte.
Der U-Bahnhof Wilmersdorfer Straße wurde, wie die meisten der Nachkriegs-Neubauten der Berliner U-Bahn, von dem Architekten Rainer G. Rümmler entworfen. Rümmlers Gestaltung der Bahnhofswände leitet sich aus den Lilien, die sich im Wappen des namensgebenden Ortes Wilmersdorfs befanden, ab. Er überführte diese in ein sich wiederholendes grobmaschiges Mosaik aus Keramikfliesen.
Im Jahr 2006 wurde der Bahnhof grundrenoviert, wobei der alte Asphaltboden gegen einen Granitboden ausgetauscht wurde, die Wandflächen auf dem Bahnsteig eine neue Verkleidung erhielten und ein Aufzug eingebaut wurde. Im Jahr 2007 erfolgte im Rahmen der Umgestaltung der Fußgängerzone in der Wilmersdorfer Straße der Rückbau der damaligen Fahrsteige.
Der Bahnhof, der im Bahnhofsverzeichnis der BVG als Wd bezeichnet wird, besitzt eine Rolltreppe und einen Aufzug, sodass er als barrierefrei bezeichnet wird.
Um das Umsteigen vom S- und Regionalbahnhof Charlottenburg zum U-Bahnhof Wilmersdorfer Straße zu erleichtern, wurden von 2003 bis 2005 die S-Bahnsteige in östliche Richtung verlegt. Dadurch reduzierte sich die oberirdische Verbindung zwischen beiden Bahnhöfen auf etwa 100 m.

## Anbindung
| Linie | Verlauf |
| ----- | --- |
|       | Rathaus Spandau – Altstadt Spandau – Zitadelle – Haselhorst – Paulsternstraße – Rohrdamm – Siemensdamm – Halemweg – Jakob-Kaiser-Platz – Jungfernheide – Mierendorffplatz – Richard-Wagner-Platz – Bismarckstraße – Wilmersdorfer Straße – Adenauerplatz – Konstanzer Straße – Fehrbelliner Platz – Blissestraße – Berliner Straße – Bayerischer Platz – Eisenacher Straße – Kleistpark – Yorckstraße – Möckernbrücke – Mehringdamm – Gneisenaustraße – Südstern – Hermannplatz – Rathaus Neukölln – Karl-Marx-Straße – Neukölln – Grenzallee – Blaschkoallee – Parchimer Allee – Britz-Süd – Johannisthaler Chaussee – Lipschitzallee – Wutzkyallee – Zwickauer Damm – Rudow |

Am U-Bahnhof besteht neben dem S-Bahnhof Charlottenburg auch Umsteigemöglichkeiten zu den Omnibuslinien M49, X34, 309 und 310 der BVG.